# Tschupaniden
Die Tschupaniden, auch bekannt als Sulduz oder Tschobaniden (سلسله امرای چوپانی, Amir Tschupani), waren Nachfahren einer mongolischen Familie, die von 1335 bis 1357 in Persien herrschte. Anfangs dienten sie unter den Ilchanen und hatten nach dem Zerfall des Ilchanats de facto die Kontrolle über das Reich. Die Tschupaniden machten Arrān (in Aserbaidschan) zu ihrer Festung, während die Dschalairiden Bagdad kontrollierten.

## Frühe Tschupaniden
Die frühen Tschupaniden waren Mitglieder des Sulduzstammes. Sorgan Sira war einer der ersten wichtigen Tschupaniden und diente Dschingis Khan während dessen Aufstieg zu Macht. Später lebten die Tschupaniden unter der Herrschaft der Ilchane. Ein Nachfahre des Sorgan Sira namens Amir Tuda'un wurde 1277 in einer Schlacht bei Elbistan gegen die Mameluken getötet. Er hinterließ einen Sohn namens Malek, der der Vater des Namensgebers der Dynastie Amir Tschupan war.

## Amir Tschupan und seine Söhne
Während des frühen 14. Jh. diente Amir Tschupan beginnend mit Ghazan Ilchan unter drei Herrschern der Ilchane. Als ein bemerkenswerter Befehlshaber erlangte Tschupan Einfluss über die Ilchane und heiratete verschiedene Frauen aus der Sippe des Hülegü. Seine Macht erweckte Misstrauen unter dem Adel, der sich 1319 gegen ihn verschwor aber scheiterte. Dem Ilchan Abu Sa'id aber missfiel Tschupans Einfluss und er entfernte Tschupan erfolgreich vom Königshof. Amir Tschupan floh 1327 nach Herat, wo ihn die Kartiden hinrichteten. Mehrere seiner Söhne flohen zu der Goldenen Horde oder zu den Mameluken nach Ägypten, während andere umgebracht wurden.

## Baghdad Chatun
Die Tschupaniden waren aber nicht vollständig aus Persien vertrieben worden. Eine Tochter Tschupans namens Baghdad Katun erweckte das Interesse Abu Sa'ids. Als Tschupan noch lebte, heiratete diese Hasan Buzurg den zukünftigen Gründer der Dschalairiden. Aber nach Tschupans Flucht trennten sie sich und Baghdad Katun heiratete Abu Sa'id. Sie erlangte schnell Einfluss über das Reich und übte ihre Macht aus. Später wurde sie der Konspiration gegen den Ilchan verdächtigt und einige glaubten, dass sie auch den Tod Abu Sa'ids im Jahr 1335 verursacht habe. Abu Sa'ids Nachfolger Arpa Ke'un richtete sie hin.

## Die Rolle während des Falls des Ilchanats und Hasan-i Kutschek
Arpa Ke'uns Position stellte sich als schwach heraus: Eine Enkelin Tschupans namens Delsad Chatun floh nach Diyarbakir und brachte den dortigen Gouverneur dazu, den Ilchan anzugreifen und zu besiegen. Während des Streites in den folgenden Jahren stellten sich einige Mitglieder der Tschupaniden auf verschiedenen Seiten, wie zum Beispiel Arpa Ke'un oder Hasan Buzurg. Der letztere heiratete Delsad Chatun, die für den Erben der Dschalairiden sorgte.
Während die Dschalairiden ihre Position im Irak stärkten, waren andere Tschupaniden nicht untätig. Hasan Kucek, ein Enkel Tschupans, versammelte viele der Tschupanidenfamilie auf seiner Seite, besiegte die Dschalairiden 1338 und bereitete so den Weg für das Tschupanidenreich um Täbris. Im gleichen Jahr hob er Sati Beg, Halbschwester Abu Sa'ids und Witwe des Amir Tschupans, auf den Thron der Ilchane. Um Sati Beg unter Kontrolle zu halten, zwang er sie, Suleiman Khan, der seine Marionette war, zu heiraten.
Hasan Kucek setzte seinen Kampf gegen die Dschalairiden fort. Ein Kampf, der durch die Eingriffe von Togha Temur von Chorasan komplizierter wurde – aber familiäre Machtkämpfe waren die größte Herausforderung. Mehrere Mitglieder liefen zu den Dschalairiden über und Hasan Kucek war gezwungen, sich mit ihnen bis zu seinem Tod 1343 auseinanderzusetzen.

## Malek Aschraf und der Zerfall der Tschupanidenherrschaft
Kurz nach dem Tod Hasan Kuceks brach ein Machtkampf aus. Während dieses Konfliktes beseitigte Malek Asraf, der Bruder Hasan Kuceks, seine Onkel und brachte so bis Ende 1344 das Land der Tschupaniden vollständig unter seine Kontrolle. Wie sein Vorgänger benutzte er Marionetten als Vasallen. Unter seiner Herrschaft versuchten die Tschupaniden 1347 Bagdad den Dschalairiden zu entreißen, scheiterten daran aber genauso wie an dem Versuch, Fars 1350 von den Indschuiden zu nehmen. Während seine Herrschaft anhielt, wurde Malek Asraf immer grausamer, was zu Aufständen unter seinem Untertanen führte. Als die Truppen der Goldenen Horde das Reich der Tschupaniden überrannten und Täbris 1357 einnahmen, bedauerten nur wenige den Machtverlust der Tschupaniden. Malek Asraf wurde hingerichtet und seine Familie von der Goldenen Horde nach Norden gebracht. Malek Asrafs Nachfahren in Persien wurden letzten Endes vernichtet, was die Macht der Tschupaniden endgültig beendete.

## Moderne Nachkommen
Moderne Nachkommen der Tschupaniden im Iran tragen den Namen der Dynastie Amir Tschupani und sind vornehmlich in den Provinzen Nord-Chorasan, Süd-Chorasan und Razavi-Chorasan zu finden und dort besonderes um Maschhad.